# Ruda (przystanek kolejowy na Ukrainie)
Ruda (ukr. Руда, ros. Руда) – przystanek kolejowy w miejscowości Ruda, w rejonie kowelskim, w obwodzie wołyńskim, na Ukrainie.